# MLAW (wandelpad)
Een Middellange-Afstand-Wandelpad of -route (MLAW of MAW) is, in tegenstelling tot een Langeafstandwandelpad (LAW), een met markeringen aangegeven pad waarlangs een wandeltocht in een enkele dag te volbrengen is en op hetzelfde punt uitkomt waar hij ook begonnen is. Men vindt MLAW's vooral in Nederland.
Middellangeafstandswandelingen langs deze paden hebben in de regel een lengte van 15 tot 25 km en zijn rondwandelingen die in het algemeen een aantal natuurgebieden aandoen die rond een bepaalde plaats zijn gelegen.
MLAW's zijn aangegeven als de Groteroutepaden, doch met wit-gele in plaats van wit-rode markeringen.